# Rosario DeSimone
Rosario „the Chief“ DeSimone  (* 11. Dezember 1873 in Salaparuta, Sizilien; † 15. Juli 1946) war Oberhaupt (“Boss”) einer italo-amerikanischen Verbrecherbande mit Hauptsitz in Los Angeles. Seine Herrschaft dauerte von 1922 bis 1925. Sein Sohn war Frank DeSimone, der als Verbrecherchef später Kalifornien kontrollierte.

## Leben
DeSimone wanderte in die USA, zunächst nach New Orleans, aus. Später ging er nach Pueblo (Colorado). In Pueblo war er ein unter Mafiosi geachtetes Mitglied der Mafia, ging dann nach Los Angeles und wurde Unterboss von Vito Di Giorgio. Nach Di Giorgios Tod in Chicago 1922 wurde er Boss.
Er beherrschte das Los Angeles County und tarnte sich als einfacher Geschäftsmann in Downey, Kalifornien.  Seine Herrschaft war nur kurz und endete 1925. Er wurde von Joseph Ardizzone beerbt und  starb eines natürlichen Todes im Jahre 1946.

### Familie
DeSimone heiratete mehrmals und hatte zahlreiche Kinder. Die Kinder mit seiner ersten Frau waren Leon DeSimone, der seinen Abschluss in der Stanford University machte und erfolgreicher Chirurg wurde. 
Mit Rosalia Cordo hatte er mehrere Kinder, sein zweiter Sohn  Frank DeSimone wurde Anwalt und Gangster und wurde später Don (Boss) der Familie.  Seine Herrschaft dauerte von 1956 bis 1967.
Der dritte Sohn Joseph wurde Zahnarzt.
DeSimone hatte zwei Töchter  Josephine und Towina.
Viele Nachfahren  Rosarios schlugen die Verbrecherlaufbahn ein, wie etwa: Thomas DeSimone, Robert DeSimone, Anthony DeSimone und Joseph DeSimone.